# 帕克 (南达科他州)
帕克（英語：Parker），是美国南达科他州下属的一座城市。根据2010年美国人口普查，该市有人口1,021人。论人口在本州排行第63。